# Pharmadanmark
Pharmadanmark er en dansk fagforening for ledere og ansatte  inden for life science, blandt andet i lægemiddel- og medicoindustrien, på universiteter, på hospitaler, i styrelser og på apoteker. Fagforeningen har også en sektion for studerende inden for uddannelser, der retter sig mod life science-området.
Pharmadanmark har i alt ca. 8.500 medlemmer, heraf 6.000 erhvervsaktive medlemmer. Flertallet er farmaceuter (cand.pharm.er), mens øvrige medlemmer har en anden akademisk baggrund, som f.eks. cand.scient.er i molekylær biomedicin, medicinalkemi, kemi og lægemiddelvidenskab — samt medlemmer med udenlandske uddannelser. 60% er ansat på privat-området (lægemiddel-, biotek- og medicoindustrien), 30% i det offentlige (sygehuse, universiteter og offentlige myndigheder) og 10 % på apotek.
Foreningen besluttede i 2023 at udvide optagelsesgrundlaget, således at professionsbachelorer ansat i life science-industrien, for eksempel sygeplejersker, også kan blive medlem.
Pharmadanmark er medlem af centralorganisationen Akademikerne og har bl.a. samarbejdsrelationer til Farmakonomforeningen, Danmarks Apotekerforening og brancheorganisationer inden for life science.
Foreningens formand har siden august 2022 været farmaceut Stine Hasling Mogensen, næstformænd er Dorte Clausen og Tanja Villumsen. Susie Stærk Ekstrand har siden 2015 været direktør for foreningen.
Foreningen udgiver medlemsbladet Pharma, som udkommer seks gange om året. Foreningen udsender også et ugentligt nyhedsbrev med nyheder om life science og Pharmadanmark. Det hedder Fredag Formiddag og har cirka 7.000 abonnenter.

## Historie
Foreningen blev stiftet 11. oktober 1873 under navnet Pharmaceutisk Medhjælperforening. I 1909 ændredes navnet til Dansk Farmaceutforening for derefter den 1. februar 2007 at skifte til Pharmadanmark. Ved samme lejlighed blev der åbnet for, at andre end farmaceuter og humanbiologer kunne blive medlem. I oktober fejrede foreningen sin 150 års fødselsdag med et arrangement, hvor der også blev præsenteret et jubilæumsskrift forfattet af hans Otto-Loldrup.
I marts 2021 annoncerede Pharmadanmark og Den Danske Dyrlægeforening, at de to foreninger ville samle kræfterne i et nyt fællessekretariat, som skulle servicere de to selvstændige foreninger. Året efter stoppede de to foreninger dog samarbejdet igen, fordi det var vurderingen, at de ønskede synergier ikke var blevet opnået.